# Ayehualaco
Ayehualaco är en ort i Mexiko.   Den ligger i kommunen Libres och delstaten Puebla, i den sydöstra delen av landet, 150 km öster om huvudstaden Mexico City. Ayehualaco ligger 2 490 meter över havet och antalet invånare är 636.
Terrängen runt Ayehualaco är kuperad åt sydväst, men åt nordost är den platt. Runt Ayehualaco är det ganska tätbefolkat, med 78 invånare per kvadratkilometer. Närmaste större samhälle är Libres, 3,7 km nordost om Ayehualaco. Omgivningarna runt Ayehualaco är en mosaik av jordbruksmark och naturlig växtlighet.